# 凸变英雄
《凸变英雄》（日语：To Be Hero，トゥ・ビー・ヒーロー）是李豪凌导演、中日团队合作制作的电视动画作品，分为网络版和電視動畫版。2019年8月3日由bilibili母公司——上海幻电出品的《凸变英雄 BABA 真人版》在bilibili独播播出。
该作的前身《2B Hero 凸变英雄》于2015年5月在中国大陆网络上映，但仅播出一集便因为英文名称敏感而被监管部门叫停。重制后的一季于2016年10月在日本上映TV版，改名为“凸变英雄”后于2016年12月在中国大陆上映网络版。第二季《凸变英雄 LEAF》于2018年上映，是一条全新的故事线。与之同时，第一季改名为《凸变英雄 BABA》。新系列《凸变英雄X》于2025年上映。

## 角色介绍

### 凸变英雄BABA
大叔（伢叔）
配音：图特哈蒙（中）、津田健次郎（日）
小敏的父亲。
帅哥，拥有着高超技艺的马桶盖设计师。
因为想要出人头地的欲望而埋头工作。却在一次平常的蹲坑中被马桶吸了进去，莫名奇妙的成为了守护地球的英雄。
而成为英雄的代价则是从帅哥变成了大胖子。
小敏
配音：山新（中）、月野萌亚（日）
擅长空手道。
运动和学习万能的完美女高中生。
原本性格好强的小敏在父母离婚的刺激下变得更加刁蛮倔强。
虽对放荡不羁的父亲十分不满，但是和普通的女孩子一样离开父亲会感到寂寞孤独。
王子
配音：藤新（中）、杉田智和（日）
某未知星球的王子，同时也是宇宙侵略先遣队的队长。
目标是侵略地球，本应是侵略地球……
山田先生（老王）
配音：李璐（中）、青山穰（日）
大叔隔壁的怪蜀黍。
拥有着比一般人大两倍的脑袋。
失去了妻子后一直一个人生活。

### 凸变英雄LEAF
花语叶（中国版）/花屋双叶（日本版）
17岁。本作的女主角。在都市的高中上学的女高中生。
善于处世，看上去很成熟，实际上是个纤细的女孩子。
生长在知识分子家庭，从小接受英才教育。
因故迷失在异次元世界，被卷入为了拯救世界的战斗中，在异世界中有召唤服魂的超能力
配音：咩咩（中）、月野萌亚（日）
沙小光（中国版）/沙光（日本版）
17岁高中生，本作男主角
在幸福的家庭中被抚养长大，7岁的时候，父亲去世，母亲也病倒了。
与清爽亲切的外表相反，心里有着阴暗情况的人。
沙小光的性格乐观，生性调皮（被女主称作“猴精转世”），爱打篮球，学习成绩本不太好。喜欢女主花语叶。因姓氏“沙”与“傻”谐音，被女主称作“傻小光”
配音：叮当（中）
梁超
一个顶级尖子生
曾经是小光和小叶的朋友，聪明冷静，遇到事情从不慌张，沉着冷静
他家庭是非常富裕，其父亲与母亲离婚，随后由父亲抚养，而他父亲也是一个心狠手辣的人，为了做一个事不惜一切代价手段！
梁超对于大家可是非常重要，因为做事都需要他的聪明头脑，在最后却因为疏忽，导致大家陷入危险，之后梁超便出国留学，也因此找到了自己的真爱。
配音：刘明月（中）
姜辰敏
擅长空手道，运动和学习万能的完美女高中生。
原本性格好强的小敏在父母离婚的刺激下变得更加刁蛮倔强。
虽对放荡不羁的父亲十分不满，但是和普通的女孩子一样离开父亲会感到寂寞孤独。幼年时期因父母离异而养成了暴力的性格。
配音：山新（中）
伢叔（大叔）
小敏的父亲
在第二季中充当一个客串，因为一次意外，被另一个世界的小光君穿越后附身，为了追求心爱的女神小叶，因此附身后的大叔开始减肥，使他的身体逐渐恢复成变身前的样子
配音：图特哈蒙
黄金内裤之子（光君） (异世界)
侧面形象正是沙小光，异世界的居民，3岁，谜团很多，身体有着由于刺激而自发地发光的结构，向寺庙许愿，遇见了女主角小叶。与现实世界的沙光有着很深的关系。
配音：叮当（中）、熊井统子（日）
异世界之子（超叔） (异世界)
侧面想象正为梁超，是异次元中的反派、奸细，在众人登上高塔时叛变。最后也伴随着小光君照亮黑暗后消失了。
配音：龙小梨（中）、南央美（日）
小敏 (异世界)
侧面形象为姜辰敏，姜辰敏因为父母离婚后开始变得暴力形象，因此在异次元里形成了一个男人婆形象，声音也像个男的，她也跟姜辰敏一样脾气暴躁，也是不好惹的！
配音：林强（中）、皆川纯子（日）
凸变英雄X
奈斯/林凌  技能:(完美)(王八拳) 所屬公司:樹人
本作篇章主角之一。英雄排名第十名
魂電 (老魂電/楊澄) 技能:(???) 所屬公司:MG
本作篇章主角之一。英雄排名第九名

## 各話列表
| 第1季  | 第1季                                     | 第1季    | 第1季              |
| 話數   | 中文標題                                  | 日文標題 | 作畫監督           |
| ------ | ----------------------------------------- | -------- | ------------------ |
| 第1話  | 突如其来的英雄                            |          | 王傑鋒             |
| 第2話  | 英雄早飯吃個鳥                            |          | 王傑鋒、陳紹宇     |
| 第3話  | 防火防盜防闊少                            |          | 王傑鋒             |
| 第4話  | 凝聚世界的力量                            |          | 王傑鋒             |
| 第5話  | 英雄做不到的事                            |          | 陳紹宇、黄雯雯     |
| 第6話  | 沒有想到會是你                            |          | 王傑鋒、陳紹宇 LAN |
| 第7話  | 找回自己的方法                            |          | 王傑鋒、LAN        |
| 第8話  | 另一個父親的事                            |          | 王傑鋒、LAN        |
| 第9話  | 回到故事的起點                            |          | 王傑鋒、LAN        |
| 第10話 | 不可預知的能力                            |          | 王傑鋒、LAN        |
| 第11話 | 某種溫暖的信號                            |          | 王傑鋒、LAN        |
| 第12話 | 另一個世界的父親                          |          | 王傑鋒、陳紹宇 LAN |
| 第2季  |                                           |          |                    |
| 第1話  | 第一葉 一脫成神                           |          | LAN、王傑鋒        |
| 第2話  | 第二葉 東南西北皆「兄弟」 第三葉 一發消魂 |          | LAN、王傑鋒        |
| 第3話  | 第四葉 被保存的時間 第五葉 動搖的初心     |          | LAN、王傑鋒        |
| 第4話  | 第六葉 消失的光 第七葉 從心開始           |          | LAN、王傑鋒        |
| 第5话  | 第八叶 十年前（上） 第九葉 十年前（下）   |          | LAN、王傑鋒        |
| 第6话  | 第十葉 父之所爱 第十一葉 等待黎明         |          | LAN、王傑鋒        |
| 第7话  | 第十二叶 破晓之光！                       |          | LAN、王傑鋒        |